# El cas Farewell
El cas Farewell (títol original en francès: L'affaire Farewell) és una pel·lícula francesa dirigida per Christian Carion, estrenada el 2009 i basada en el tema del mateix nom en el qual l'espia soviètic Vladimir Vetrov va ser agent doble al benefici de la DST. La pel·lícula es va doblar al català.
La pel·lícula va ser precedida d'un documental-ficció del mateix nom, dirigida per Jean-François Delassus el 2008, d'una duració de 2x52 mn. Descriu el recorregut de Vladimir Vetrov il·lustrant-ho amb nombrosos testimonis d'antics responsables soviètics, americans i francesos del mitjà de l'espionatge.

## Argument
Moscou, començaments dels anys 1980, en plena Guerra Freda. Sergueï Grigoriev, coronel del KGB decebut pel règim del seu país, decideix fer caure el sistema. Es posa en contacte amb un jove enginyer francès a Moscou, Pierre Froment. Les informacions extremadament confidencials que li remet no triguen a interessar els serveis secrets occidentals.
El mateix Mitterrand és alertat i decideix informar el president Reagan: una gegantina xarxa d'espionatge permet als soviètics de conèixer totes investigacions científiques, industrials i militars a l'oest! Els dos homes d'Estat decideixen explotar aquestes dades ultrasensibles transmeses per una misteriosa font moscovita que els francesos han batejat: "Farewell".
Home sense història, Pierre Froment es troba llavors precipitat al cor d'un dels assumptes d'espionatge més increïbles del segle xx. Un assumpte que el supera i que amenaça aviat la seva vida i la de la seva família...

## Repartiment
- Emir Kusturica: Vetrov / Gregoriev, "Farewell"
- Guillaume Canet: Pierre Froment
- Alexandra Maria Lara: Jessica, la dona alemanya (de l'est) de Pierre
- Yevgeni Kharlanov: Igor, el fill de Gregoriev
- Ingeborga Dapkunaite: Natasha, la dona de Gregoriev
- Dina Korzun: Alina, l'amant de Gregoriev
- Willem Dafoe: Feeney
- Philippe Magnan: François Mitterrand
- Niels Arestrup: Vallier
- David Soul: Hutton, el col·laborador de Reagan
- Fred Ward: Ronald Reagan
- Christian Sandström: agent de l'FBI
- Diane Kruger: espia fent jòguing
- Christian Carion: un conseller de Mitterrand
- Lauriane Riquet: Ophélie

## Al voltant de la pel·lícula
Es pot veure dues vegades Reagan mirar un western, L'home que va matar Liberty Valance.